# Peter Iepurașul: Fugit de acasă
Peter Iepurașul: Fugit de acasă (titlu original: Peter Rabbit 2: The Runaway, cunoscut și simplu ca Peter Iepurașul 2) este un film de aventură și comedie din 2021 regizat de Will Gluck și semnat de Gluck și Patrick Burleigh. Este continuarea filmului din 2018 Peter Iepurașul.

## Distribuție
Au interpretat:
- Margot Robbie - Flopsy
- Daisy Ridley - Cotton-Tail
- Lennie James - Barnabas
- Elizabeth Debicki - Mopsy
- James Corden - Peter Rabbit
- Ewen Leslie - Pigling Bland